# Sketch (软件)
Sketch是由荷兰公司Sketch BV开发macOS专用的矢量图形编辑器。它于2010年9月7日首次发布并于2012年获得了苹果设计大奖。其主要用于网站和移动应用程序的用户界面和用户体验设计，Sketch具有原型设计和协作的功能。仅适用于macOS的第三方软件和第三方工具上查看Sketch原型。

## 历史
Sketch最初通过Mac App Store上架销售，但开发者在2015年12月将该应用从商店中撤出，转而通过自己的网站销售。他们把苹果严格的技术准则、缓慢的审查过程和缺乏升级价格作为决定的原因。

## 竞品
- Figma
- Adobe XD
- InVision Studio
- Mockplus
- Framer
- Lunacy
- Gravit